# Ухтју
Острва Ухтју (ест. Uhtju saared) острвска је група коју чине два мања острва смештена уз северну обалу Естоније, у Финском заливу Балтичког мора. Острва административно припадају округу Лане-Вирума.
Архипелаг чине два острва – Пихја Ухтју површине 10,1 хектара је северније, док је острво Лиуна Ухтју (6,2 хектара) нешто јужније. Оба острва су ненасељена.